# Prix littéraires du Gouverneur général 1978
Liste des Prix littéraires du Gouverneur général pour 1978, chacun suivi du gagnant.

## Français
- Prix du Gouverneur général : romans et nouvelles de langue française : Jacques Poulin, Les Grandes Marées.
- Prix du Gouverneur général : poésie ou théâtre de langue française : Gilbert Langevin, Mon refuge est un volcan.
- Prix du Gouverneur général : études et essais de langue française : François-Marc Gagnon, Paul-Emile Borduas : Biographie critique et analyse de l'œuvre.

## Anglais
- Prix du Gouverneur général : romans et nouvelles de langue anglaise : Alice Munro, Who Do You Think You Are?.
- Prix du Gouverneur général : poésie ou théâtre de langue anglaise : Patrick Lane, Poems New and Selected.
- Prix du Gouverneur général : études et essais de langue anglaise : Roger Caron, Go-Boy! Memories of a Life Behind Bars.